# Danske Bank
De Danske Bank is de grootste bank in Denemarken en onderdeel van de internationaal werkende Danske Bank Group.

## Activiteiten
De Danske Bank Group is actief in 11 landen, met de nadruk op Scandinavië en binnen deze regio weer in Denemarken.
- Denemarken - Danske Bank
- Noorwegen voorheen Fokus Bank
- Zweden voorheen Östgöta Enskilda Bank
- Finland voorheen Sampo Bank
- Litouwen - Danske Bankas
- Polen
- Luxemburg - Danske Bank International
- Ierland voorheen the National Irish Bank
- Verenigd Koninkrijk voorheen Northern Bank, alleen in Noord-Ierland
- Verenigde Staten
- India

De bank verleent bankdiensten aan particulieren, bedrijven en multinationals. Kleinere activiteiten betreffen pensioenen en verzekeringen.
De aandelen van de groep worden verhandeld op de Nasdaqbeurs in Denemarken en de bank maakt deel uit van de OMX Copenhagen 20 index. De 10 grootste aandeelhouders hebben 40% van de aandelen in handen en A.P. Møller-Mærsk Group is veruit de grootste aandeelhouder met een belang van 21%. A.P. Møller-Mærsk Group is al sinds 1928 een grootaandeelhouder in de bank.

## Geschiedenis
In 1871 werd Den Danske Landmandsbank, Hypothek and Vexelbank opgericht, maar dit werd in de volksmond afgekort tot Den Danske Landmandsbank (Nederlands: De Deense Boerenbank). Het had een startkapitaal van 2,4 miljoen ‘rigsdaler’, dat was omgerekend zo'n DKK 5 miljoen. In 1910 was het de grootste bank In Scandinavië. Na de Eerste Wereldoorlog kwam de bank in de problemen, Denemarken was neutraal in de oorlog en de handel floreerde, maar na de oorlog viel dit weg. De Russische revolutie zorgde ook voor financiële tegenslag en voor Landmandsbanken dreigde een faillissement. De redding kwam van de regering en de centrale bank op 5 februari 1923.
In 1873 werd Handelsbanken (niet te verwarren met de Zweedse Handelsbanken) opgericht. De twee banken fuseerden in 1990. Tien jaar later is de naam Den Danske Bank in Danske Bank veranderd.
In 1999 werd de Noorse Fokus Bank onderdeel van de Danske Bank. Vanaf 2004 is de bank actief in Ierland met de koop van Northern Bank en National Irish Bank voor DKK 10 miljard van National Australia Bank. De twee banken hadden bij elkaar een half miljoen klanten.
In 2007 volgde de overname van het Finse Sampo Bank. Sampo Bank was toen de derde bank in Finland, maar had ook een uitgebreid netwerk in de Baltische staten en Rusland. Sampo Bank had 125 kantoren in Finland en 3475 medewerkers, in Estland, Letland en Litouwen nog eens in totaal 33 kantoren en 1100 werknemers. Het was een grote overname waarvoor Danske Bank DKK 30 miljard betaalde.

## Magnitsky-zaak
Danske Bank wordt verdacht van witwaspraktijken via een onderdeel in Estland, dat tussen 2007 en 2015 mogelijk 200 miljard euro aan dubieuze geldstromen verwerkte. Het zou onder meer om crimineel geld uit Rusland gaan. De mogelijke witwaspraktijken kwamen aan het licht door de Russische advocaat en klokkenluider Sergei Magnitsky, die werkte voor Bill Browder. Hij kwam in 2009 om het leven in een Russische cel nadat hij belastingfraude had aangetoond.
Meerdere landen zijn landen strafrechtelijke onderzoeken begonnen naar Danske Bank. Boetes van miljarden euro's zijn niet uit te sluiten. De Europese Bankautoriteit (EBA) neemt daarnaast de rol van Estse en Deense toezichthouders in de zaak onder de loep. Begin 2019 besloot de bank zich helemaal terug te trekken uit de Baltische staten en Rusland.
In 2022 bereikte de bank in deze zaak overeenstemming met het Amerikaanse ministerie van Justitie, de Securities and Exchange Commission (SEC) en de Deense Special Crime Unit (SCU). De bank accepteert de uitkomsten van het onderzoek en betuigde spijt. Danske Bank heeft een bedrag van DKK 15,3 miljard, ongeveer US$ 2,1 miljard, gereserveerd in 2018 en 2022 voor de boetes die hieruit zijn voorgekomen.